# Azot mocznika

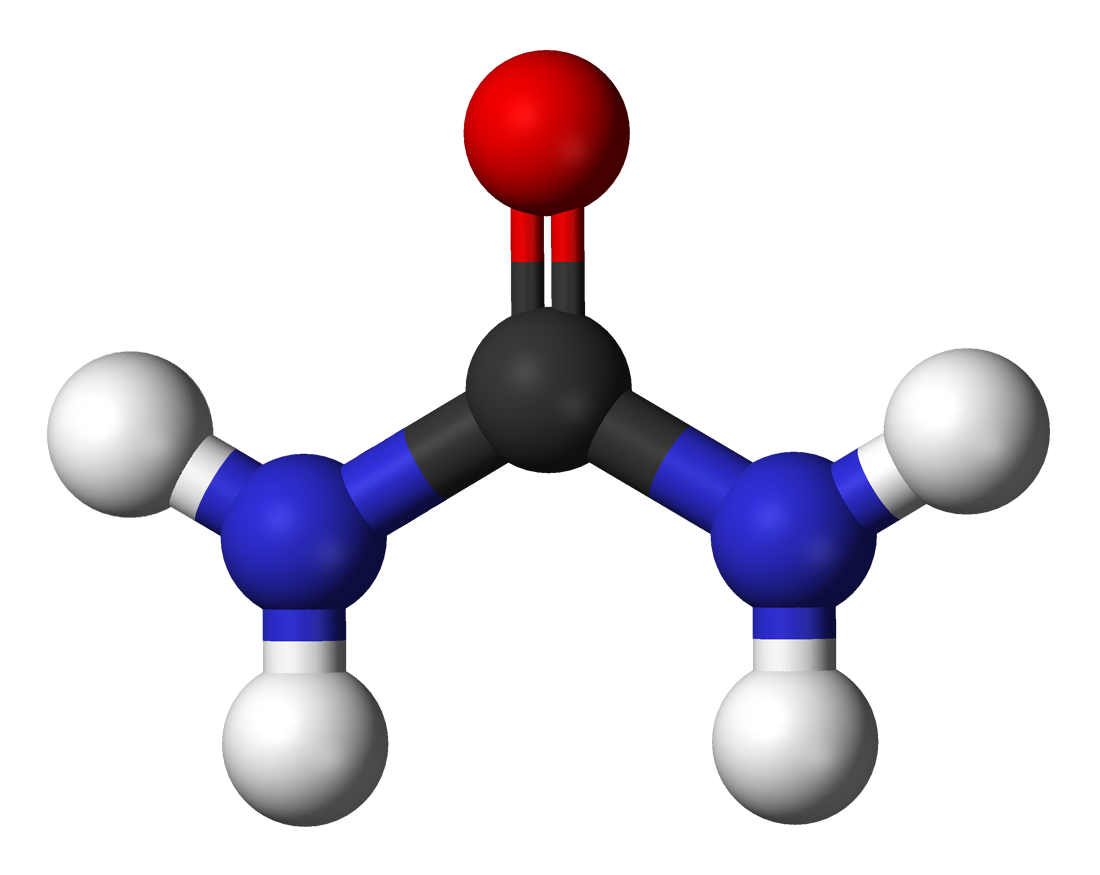
Model cząsteczki mocznika

Azot mocznika (skrót BUN, blood urea nitrogen) - spotykany w diagnostyce laboratoryjnej sposób prezentowania stężenia mocznika w badanej próbce krwi i podobnie jak oznaczenie mocznika służy określaniu sprawności nerek.
Prawidłowe wartości wynoszą około 2,0-6,7 mmol/l, tj. 5,6-18,8 mg/dl. 
Każda cząsteczka mocznika o stałej masie molowej ~60 g/mol zawiera dwa atomy azotu (14 g/mol), możliwe jest zatem przeliczenie stężenia mocznika na stężenie azotu mocznika i odwrotnie:
- BUN [mg/dl] = mocznik [mg/dl] / 2,14
- BUN [mmol/l] = 0,357 * mocznik [mg/dl]
- BUN [mg/dl] = 2,8 * mocznik [mmol/l]
- w mmol/l wartości BUN i mocznika są sobie równe[potrzebny przypis]